# Markus Hertwig
Markus Hertwig (* 1972 in Bochum) ist Arbeits- und Organisationssoziologe und Professor an der Ruhr-Universität Bochum. Seit 2021 hat er dort den Lehrstuhl für Soziologie der digitalen Transformation inne.

## Leben
Nach dem Abitur in Bochum studierte Hertwig Sozialwissenschaften an der Ruhr-Universität Bochum, wo er später als wissenschaftlicher Mitarbeiter tätig war und im Jahr 2007 seine Promotion zum organisations- und techniksoziologischen Thema der E-Business-Nutzung in Automobilzuliefererunternehmen abschloss. Zwischen 2010 und 2015 war er am Institut Arbeit und Qualifikation (IAQ) der Universität Duisburg-Essen beschäftigt. Im Jahr 2011 forschte er als Gastwissenschaftler an der City University of New York, USA. Einen Ruf auf die W2-Professur für Soziologie mit Schwerpunkt Arbeit und Organisation (Nachfolge G. Günter Voß) an der Technischen Universität Chemnitz nahm er im Jahr 2015 an. 2021 wechselte er an die Ruhr-Universität Bochum und dort ans Institut für Arbeitswissenschaft (IAW) und die Fakultät für Sozialwissenschaft.
Markus Hertwig ist Mitglied in zahlreichen wissenschaftlichen Vereinigungen (DGS, EGOS, Sektion Arbeits- und Industriesoziologie, SAMF e. V., German Industrial Relations Association). Zwischen 2015 und 2021 war er Vorstandsmitglied der German Industrial Relations Association. Seit 2022 ist er Mitherausgeber der Zeitschrift Arbeit (De Gruyter Verlag).

## Forschungs- und Lehrtätigkeiten
Markus Hertwig forscht zu den Schwerpunktthemen Digitalisierung von Arbeit und Organisation, Arbeitsbeziehungen/Industrielle Beziehungen/Erwerbsregulierung und Organisationsnetzwerke. Im Themenfeld Digitalisierung liegen Schwerpunkte auf Communitys im Kontext von Online-Arbeitsmärkten sowie auf Fragen der Entwicklung von Solidarität und kollektiver Interessenvertretung im Feld. Die Forschung zur YouTubers Union, der Interessenvertretung der Content-Creator auf der Plattform YouTube, ist hier instruktiv (Hertwig/Witzak 2022). Im Feld der Arbeitsbeziehungen hat sich Hertwig insbesondere mit Betriebsräten, Europäischen und Welt-Betriebsräten sowie jüngeren Formen des Union Busting, der Behinderung von Mitbestimmung befasst. Fokus hier ist die Frage nach den Herausforderungen für demokratische Institutionen im Wirtschaftssystem.

## Schriften (Auswahl)
- O. Thünken, S. Morgenroth, M. Hertwig, A. Fischer: Kampf um Mitbestimmung: Antworten auf »Union Busting« und die Behinderung von Betriebsräten. transcript Verlag, 2020. doi:10.1515/9783839453759.
- M. Hertwig, C. Wirth: Praktiken der Onsite-Werkvertragsnutzung in Deutschland: Management, Arbeit und Interessenvertretung. Rainer Hampp Verlag, 2021. doi:10.5771/9783957102874.
- Hertwig, Markus, Christian Papsdorf: Online-Arbeitsmärkte im Spannungsfeld von Plattform und Community. Ein Systematic Literature Review zu plattformbasierter Arbeit. In: Kölner Zeitschrift für Soziologie und Sozialpsychologie. Band 74, 2022, S. 81–107, doi:10.1007/s11577-022-00829-4.
- Markus Hertwig, Patrick Witzak: Hybride Interessenvertretung in der Plattformökonomie. Herausforderungen des „Coalition Building“ bei der Kooperation zwischen IG Metall und YouTubers Union. In: Zeitschrift für Soziologie. Band 51, Nr. 2, 2022, S. 174–192.
- M. Hertwig, J. Kirsch, C. Wirth: Defence is the Best Offence: Horizontal Disintegration and Institutional Completion in the German Coordinated Market Economy. In: Work, Employment and Society. 095001701877276 2018.
- M. Hertwig, C. Papsdorf: Varieties of Sharing. Handlungsorientierungen, Strukturen und Arbeitsbedingungen eines neuartigen Feldes. In: Berliner Journal für Soziologie. Band 27, Nr. 3–4, 2017, S. 521–546.
- M. Hertwig: Widening the lens: a structuration theory perspective on European works councils and transnational labour relations: Widening the lens. In: Industrial Relations Journal. Band 47, Nr. 5–6, 2016, S. 473–491.
- M. Hertwig: European Works Councils and the Crisis: Change and Resistance in Cross-Border Employee Representation at Honda and Toyota: European Works Councils and the Crisis. In: British Journal of Industrial Relations. Band 53, Nr. 2, 2015, S. 326–349.
- M. Hertwig: Technikfassaden in hoch-technisierten Unternehmen? Entkopplung bei der Einführung von E-Business in Unternehmen der Automobilzulieferindustrie. In: Berliner Journal für Soziologie. Band 24, Nr. 1, 2014, S. 31–57.
- M. Hertwig: Zur Logik kollektiver Partizipation in Betrieben ohne Betriebsrat. Formen und Interessenvertretungschancen ‚Anderer Vertretungsorgane‘. In: Industrielle Beziehungen. Zeitschrift für Arbeit, Organisation und Management. Band 3, 2013, S. 199–220, doi:10.1688/1862-0035_IndB_2013_03_Hertwig.
- Axel Hauser-Ditz, M. Hertwig, L. Pries: Verbetrieblichung und betrieblicher Konflikt. In: KZfSS Kölner Zeitschrift für Soziologie und Sozialpsychologie. Band 64, Nr. 2, 2012, S. 329–359.
- M. Hertwig: Institutional effects in the adoption of e-business-technology: Evidence from the German automotive supplier industry. In: Information and Organization. Band 22, Nr. 4, 2012, S. 252–272.
- M. Hertwig: Patterns, ideologies and strategies of non-statutory employee representation in German private sector companies: Non-statutory employee representation. In: Industrial Relations Journal. Band 42, Nr. 6, 2011, S. 530–546.
- Axel Hauser-Ditz, M. Hertwig, L. Pries: Betriebsräte oder „Andere Vertretungsorgane“? Verbreitung und Kontext betrieblicher Beschäftigtenvertretungen. In: Industrielle Beziehungen. Band 13, Nr. 4, 2006, S. 340–369.
- G. Mühge, M. Hertwig, H. Tackenberg: More competition, more cooperation. E-business and transition of the automobile supply industry. In: International Journal of Automotive Technology and Management. Band 4, Nr. 4, 2004, S. 308–324.